# Hilders
Hilders è un comune tedesco di 4 859 abitanti,, situato nel land dell'Assia.